# Чинтано
Чинтано (італ. Cintano, п'єм. Sintan) — муніципалітет в Італії, у регіоні П'ємонт,  метрополійне місто Турин.
Чинтано розташоване на відстані близько 560 км на північний захід від Рима, 45 км на північ від Турина.
Населення — 254 особи (2014).
Щорічний фестиваль відбувається 24 червня. Покровитель — святий Іван Хреститель.

## Демографія
Населення за роками:

Станом на 1 січня 2023 року в муніципалітеті офіційно проживали 23 іноземці з 4 країн, серед них 21 громадянин країн Євросоюзу.

## Сусідні муніципалітети
- Кастелламонте
- Кастельнуово-Нігра
- Коллеретто-Кастельнуово